# Dorival Caymmi
Dorival Caymmi (Salvador, 30 de abril de 1914 – Rio de Janeiro, 16 de agosto de 2008) foi um cantor, compositor, instrumentista, poeta, pintor e ator brasileiro.
Compôs inspirado pelos hábitos, costumes e as tradições do povo baiano. Tendo como forte influência a música negra, desenvolveu um estilo pessoal de compor e cantar, demonstrando espontaneidade nos versos, sensualidade e riqueza melódica.
Poeta popular, compôs obras como Saudade da Bahia, Samba da minha Terra, Doralice, Marina, Modinha para Gabriela, Maracangalha, Saudade de Itapuã, O Dengo que a Nega Tem, A Lenda do Abaeté e Rosa Morena.
Filho de Dorival Henrique Caymmi e Aurelina Soares Caymmi, era casado com Adelaide Tostes, com quem teve seus três filhos: Nana, Dori e Danilo, que também são cantores, assim como suas netas Juliana e Alice.
Faleceu em 16 de agosto de 2008, aos 94 anos, em casa, às seis horas da manhã, por conta de insuficiência renal e falência de múltiplos órgãos, em consequência de um câncer renal que possuía havia nove anos. Permanecia em internação domiciliar desde dezembro de 2007.

## Biografia

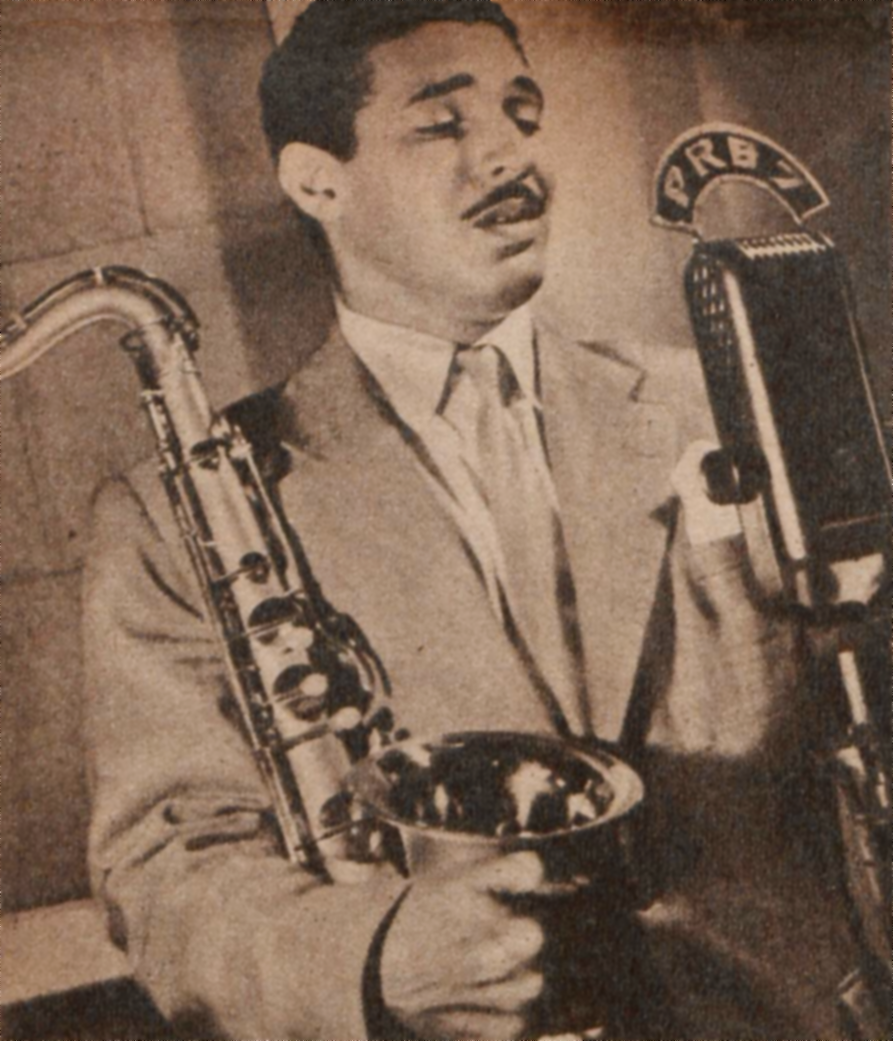
Caymmi na Rádio Tamoio, em 1945.

Ele era descendente de italianos pelo lado paterno, as gerações da Bahia começaram com o seu bisavô, que chegou ao Brasil para trabalhar no reparo do Elevador Lacerda. Ainda criança, iniciou sua atividade como músico, ouvindo parentes ao piano. Seu pai era funcionário público e músico amador, tocava, além de piano, violão e bandolim. A mãe, dona de casa, mestiça de portugueses e africanos, cantava apenas no lar. Ouvindo o fonógrafo e depois a vitrola, cresceu sua vontade de compor. Cantava, ainda menino, em um coro de igreja, como baixo-cantante. Com treze anos, interrompe os estudos e começa a trabalhar em uma redação de jornal O Imparcial, como auxiliar. Com o fechamento do jornal, em 1929, torna-se vendedor de bebidas. Em 1930 escreveu sua primeira música: "No Sertão", e aos vinte anos estreou como cantor e violonista em programas da Rádio Clube da Bahia. Já em 1935, passou a apresentar o musical Caymmi e Suas Canções Praieiras. Com 22 anos, venceu, como compositor, o concurso de músicas de carnaval com o samba A Bahia também dá. Gilberto Martins, um diretor da Rádio Clube da Bahia, o incentiva a seguir uma carreira no sul do país. Em abril de 1938, aos 23 anos, Dorival, viaja de ita (navio que cruza o norte até o sul do Brasil) para cidade do Rio de Janeiro, para conseguir um emprego como jornalista e realizar o curso preparatório de Direito. Com a ajuda de parentes e amigos, fez alguns pequenos trabalhos na imprensa, exercendo a profissão em O Jornal, do grupo Diários Associados, ainda assim, continuava a compor e a cantar. Conheceu, nessa época, Carlos Lacerda e Samuel Wainer.

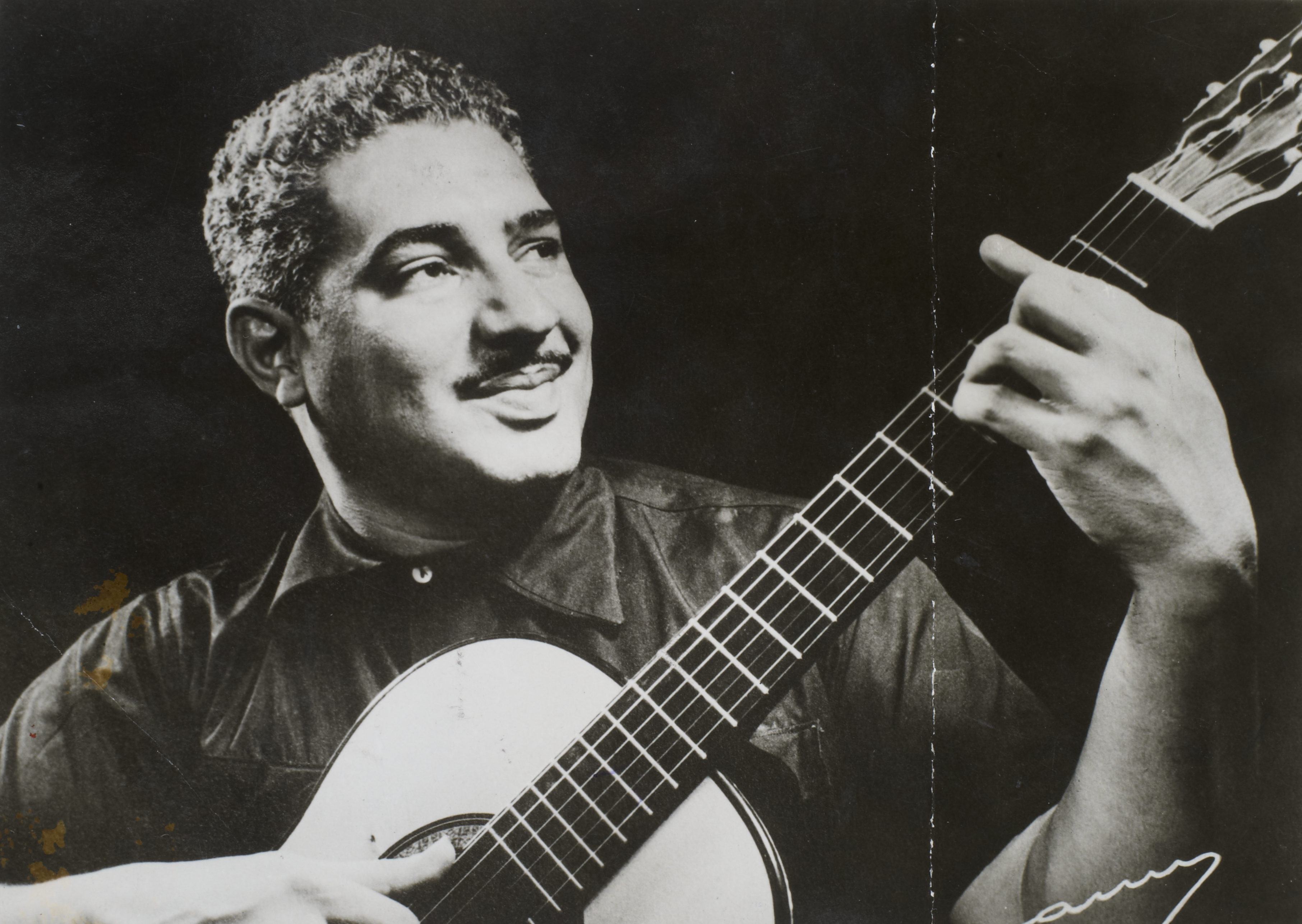
Dorival Caymmi, 1956. Arquivo Nacional.

Foi apresentado ao diretor da Rádio Tupi, e, em 24 de junho de 1938, estreou na rádio cantando duas composições, embora ainda sem contrato. Saiu-se bem como calouro e iniciou a cantar dois dias por semana, além de participar do programa Dragão da Rua Larga. Neste programa, interpretou O que é que a Baiana Tem?, composta em 1938. Com a canção, fez com que Carmen Miranda tivesse uma carreira no exterior, a partir do filme Banana da Terra, de 1938. Sua obra invoca principalmente a tragédia de negros e pescadores da Bahia: O Mar, História de Pescadores É Doce Morrer no Mar, A Jangada Voltou Só, Canoeiro, Pescaria, entre outras. Filho de santo de Mãe Menininha do Gantois, para quem escreveu em 1972 a canção em sua homenagem: "Oração de Mãe Menininha", gravado por grandes nomes como Gal Costa e Maria Bethânia.
Nos anos 1970 sua canção "Suíte do Pescador" ficou amplamente conhecida na União Soviética após compor a trilha sonora do filme "Capitães da Areia", baseado na obra de Jorge Amado, e que fez enorme sucesso no país.
Em 1986, a Escola de Samba Estação Primeira de Mangueira apresentou o enredo "Caymmi mostra ao Mundo o que a Bahia e a Mangueira tem". Nesse desfile, com um belo samba a Estação Primeira de Mangueira conquistou o principal título do Carnaval Carioca. Em 2014 foi homenageado pela Escola de Samba Águia de Ouro, que apresentou o enredo: "A Velha Bahia apresenta o centenário do poeta cancioneiro Dorival Caymmi" homenageando o centenário de Dorival Caymmi. A escola finalizou na terceira posição, a mesma posição do ano anterior.

## Obras
Nas composições de Caymmi (Maracangalha, 1956; Saudade de Bahia, 1957), a Bahia surge como um local exótico com um discurso típico que estabelecera-se nas primeiras décadas do século XX, com referências à cultura africana, à comida, às danças, à roupa, e, principalmente à religião.

### Antecedentes
Com a Primeira Guerra Mundial, um lundu de autoria anônima, com o nome de "A Farofa", trata não tão somente do conflito como também de dendê e vatapá, na canção "O Vatapá". O compositor José Luís alcunhado Caninha, utilizou, ainda em 1921, o vocábulo balangandã, no samba "Quem vem atrás fecha a porta". A culinária baiana foi consagrada no maxixe "Cristo nasceu na Bahia", lançado em 1926. No final da década de 1920, associa à Bahia a mulher que ginga, rebola, requebra, remexe e mexe as cadeiras quando está sambando, o que surpreende na linguística, visto que o autor não era nativo do Brasil.

### Sucesso
O primeiro grande sucesso "O que é que a baiana tem?" cantada por Carmen Miranda em 1939 não só marca o começo da carreira internacional da Pequena Notável vestida de baiana, mas influenciou também a música popular dentro do Brasil, tornou-se  conhecida a ponto de ser imitada e parodiada, como no choro "O que é que a baiana tem?" de Pedro Caetano e Joel de Almeida ou na canção "A baiana diz que tem" de Felipe Colognezi. Apesar das produções anteriores, as composições de Caymmi são as mais lembradas sobre a cultura baiana.

## Morte

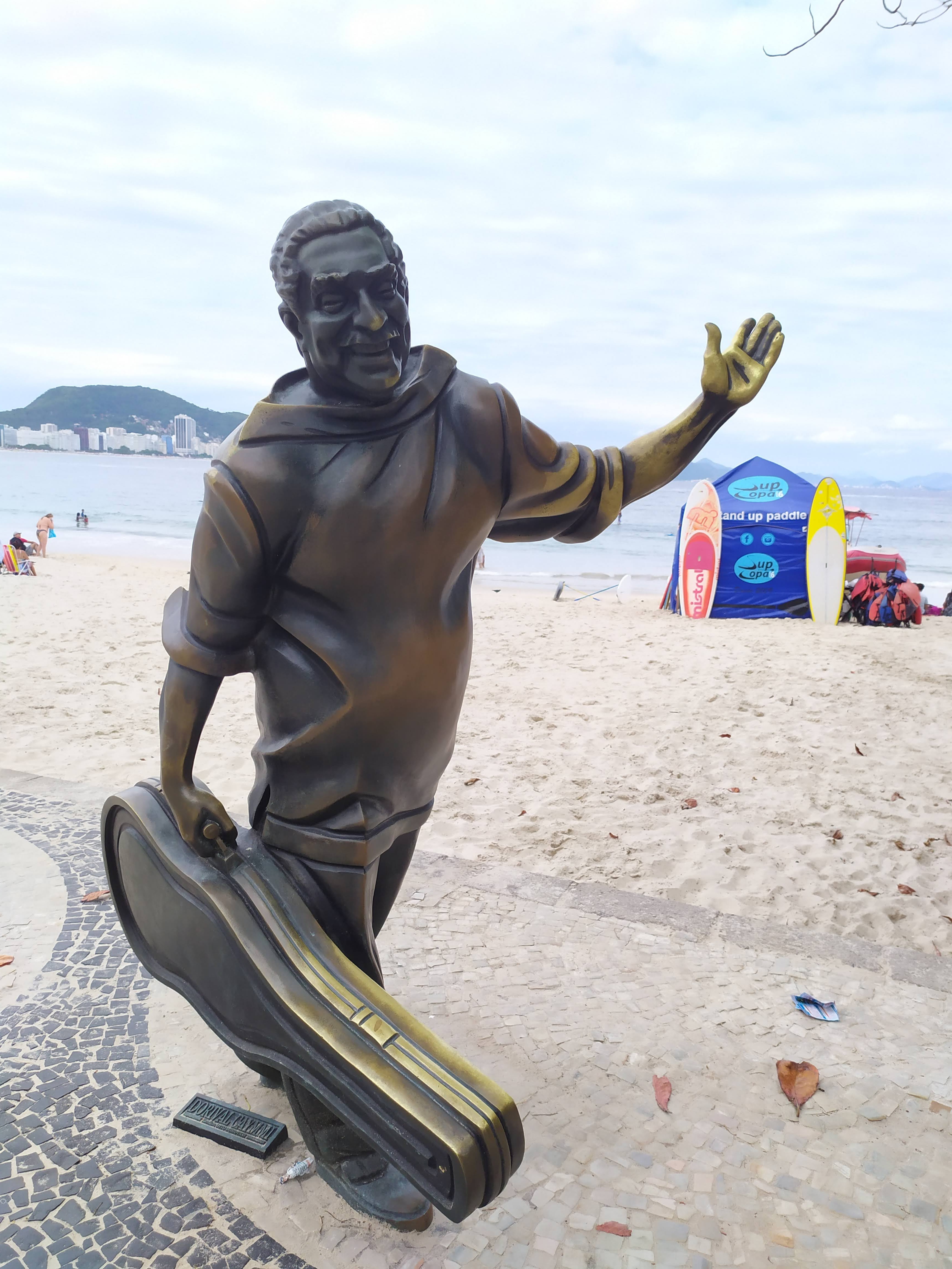
Estátua de Dorival Caymmi em Copacabana.

No dia 16 de agosto de 2008, apenas 10 dias após sua esposa, Stella Maris, entrar em coma devido a complicações cardíacas, Caymmi faleceu em seu apartamento, aos 94 anos. Ele residia na Avenida Nossa Senhora de Copacabana, localizada no bairro de Copacabana. Sua morte foi atribuída a insuficiência renal, uma complicação decorrente do câncer que enfrentava desde 1999. Dez dias após o falecimento de Caymmi, sua esposa Stella Maris também veio a falecer no hospital, após cerca de 20 dias em coma devido a problemas respiratórios agudos.
Seu corpo foi velado na Câmara Municipal do Rio de Janeiro, no Centro carioca. Caymmi foi enterrado no dia seguinte no Cemitério de São João Batista, no bairro de Botafogo, com a presença de seus filhos e personalidades como Othon Bastos, Gilberto Gil, Gilberto Braga, João Ubaldo Ribeiro, Daniela Mercury, Wagner Tiso, Glória Perez e o prefeito do Rio, Cesar Maia (DEM).
Em sua homenagem, o Governador da Bahia, Jaques Wagner (PT) e o Governador do Rio de Janeiro, Sérgio Cabral Filho (PMDB), decretaram luto oficial de três dias em seus estados. O então Presidente da República, Lula (PT), escreveu uma nota de pesar em homenagem ao músico: "Dorival Caymmi é um dos fundadores da música popular brasileira, patriarca de uma linhagem de músicos de talento. Suas canções praieiras e seus sambas-canção são patrimônio da cultura nacional. Brilhou e inovou como compositor, músico e cantor. Sua música é uma completa tradução da Bahia. Foi com tristeza que recebi a notícia de sua morte. Meus sinceros pêsames a sua esposa Stella Maris e a seus filhos - Nana, Dori e Danilo. Sua obra permanecerá sempre viva na memória dos brasileiros, iluminando a todos com a graça e a alegria de suas músicas".

## Discografia
| Ano  | Título                          | Gravadora |
| ---- | ------------------------------- | --------- |
| 1954 | Canções Praieiras               | Odeon     |
| 1955 | Sambas de Caymmi                | Odeon     |
| 1957 | Caymmi e o Mar                  | Odeon     |
| 1957 | Eu Vou p'ra Maracangalha        | Odeon     |
| 1958 | Ary Caymmi e Dorival Barroso    | Odeon     |
| 1959 | Caymmi e Seu Violão             | Odeon     |
| 1960 | Eu Não Tenho Onde Morar         | Odeon     |
| 1964 | Caymmi Visita Tom               | Elenco    |
| 1965 | Caymmi and The Girls From Bahia | Odeon     |
| 1967 | Vinicius e Caymmi no Zum Zum    | Elenco    |
| 1972 | Caymmi                          | Odeon     |
| 1973 | Caymmi Também É de Rancho       | Odeon     |